# マーク・ミッチャー
マーク・アンドリュー・"ピート"・ミッチャー（英: Marc Andrew "Pete" Mitscher, 1887年1月26日 - 1947年2月3日）は、アメリカ合衆国の海軍軍人。最終階級は海軍大将。第二次世界大戦後半の太平洋戦線における高速空母機動部隊の指揮官として有名である。

## 生涯

### 幼年期から青年期
マーク・アンドリュー・ミッチャーは1887年1月26日、ウィスコンシン州ヒルスボローで、商社員のオスカー・ミッチャーとミルタ・ミッチャーの息子として生まれた。父系はドイツ系移民で、木工職人だった祖父アンドレアス・ミッチャー（1821年 - 1905年）は1850年代に移民としてニューヨークに着き、ここで同じドイツ系移民の娘と結婚して、当時バイエルン、オーストリア由来のドイツ系移民が多く居住していたヒルスボローに移った。アンドレアスの次男だったオスカーは木工職人の職には就かず商社員となり、勤務先の経営者の娘だったミルタと結婚した。両親の性格は正反対で、オスカーは短気で山師的かつ賭博好きなところがあり、ミルタはそれとは逆に穏やかで無口な性格だった。しかし、家庭は至って平穏であり、何ら特筆すべき事情もなかった。また、ミッチャーには2歳年上の姉と7歳年下の弟がいた。翌1888年、一家はオクラホマシティでネイティブ・アメリカンのエージェントを務めていたアンドレアスの下に引っ越した。木工職人からエージェントに転身したアンドレアスは、後にオクラホマシティの市長も務め、両親もオクラホマシティで新たに商店を開き、さらにオスカーは市の助役に就いたり、当選はしなかったがウィスコンシン州知事選挙に出馬するなど政治的な動きも活発に行った。ただし、オクラホマシティで暮らしていたにもかかわらず、記録上では「ミッチャーはワシントンD.C.の小中学校で勉強した」ことになっている。
1904年、17歳になったミッチャーは海軍兵学校（アナポリス）に入学する。ミッチャー自身は海軍はおろか海洋方面にはさほど興味を持っていなかったようだが、オスカーがなぜかアナポリス行きを願っており、知己のオクラホマ州選出のバード・S・マクガイア下院議員の推薦をもらって入学することになった。この時同時に入学した者の中には、リッチモンド・ターナーやトーマス・C・キンケイドらがおり、卒業年次から「アナポリス1908年組」と呼称された世代である。父の願いを受けてアナポリスに進んだミッチャーではあったが、思わぬ事件に巻き込まれて退学を余儀なくされる。アナポリスに入って2年目の秋、クラスのグループ同士で発生した喧嘩で死亡者が出た。これを受けて暴力行為厳禁の通達が出たり死亡事件に関する調査が行われた。ミッチャーが殺人を犯したわけではなかったが、成績が劣等だったことや日々の素行が芳しくなかったことなどから目をつけられ、退学処分が下されたのである。オスカーは再びマクガイアの推薦を得て1906年にミッチャーをアナポリスに再入学させたが、再入学したミッチャーは、年下の上級生からのいじめを受けるなど辛い日々を過ごすこととなり、「内向的、反抗的、非社交的」というレッテルを貼られる。しかし、アナポリス時代は辛いことばかりではなかった。時はライトフライヤー号の初飛行から10年も経っていなかったが、早くも航空に関する書物が出版されており、ミッチャーは校内でそれを読んで航空への関心を深めることとなる。ちなみに、再入学時の同期にはチャールズ・A・パウナル、フレデリック・C・シャーマン、のちにレイモンド・スプルーアンスの参謀となるチャールズ・J・ムーア（カール・ムーア）らがおり、卒業年次から「アナポリス1910年組」と呼称された。
1910年、ミッチャーは131名中103位の成績をもってアナポリスを卒業し、卒業後2年間の研修期間の間は士官候補生として装甲巡洋艦「コロラド」（USS Colorado, ACR-7）乗り組みとなり、1912年3月7日に少尉に任官した。この間、寄港先のブレマートンで後に妻となるフランシスと出会い、1913年1月に結婚する。その後、1913年8月の米墨紛争に備えて西海岸にいた装甲巡洋艦「カリフォルニア」（USS California, ACR-6）に移った。駆逐艦「ホイップル」（USS Whipple, DD-15）、「スチュワート」（USS Stewart, DD-13）勤務の後、1915年9月に、アメリカ海軍において航空機を運用した初めての艦艇のうちの一隻である装甲巡洋艦「ノースカロライナ」（USS North Carolina, ACR-12）に飛行訓練のため配属された。これより先の1910年11月、ミッチャーはパイロットを志願するが、志願が通ってペンサコーラの飛行学校に入学したのが1915年のことであった。翌1916年6月2日ミッチャーは海軍パイロット第33号となり、東海岸の各海軍飛行場で勤務した後海軍作戦本部勤務となって、その後第1水上機軍団に配属となった。また、1917年4月6日にはカタパルトの運用実験のため装甲巡洋艦「ハンチントン」（USS Huntington, CA-5）に配属され、実験はフロリダ州ココナッツ・グローヴ近郊のディナー・ケイに転じてからも続けられた。

### 戦間期
1919年5月10日、ミッチャーは海軍の大西洋横断飛行遠征で、三機のカーティスNC飛行艇の内の一機、NC-1のパイロットとしてニューファンドランド島を出発した。NC-1 と NC-3 は濃霧のためアゾレス諸島の近くに着陸した後、荒れた海のために他の一機のNC-4 と合流できず、残りの行程を断念した。結局、NC-4 だけが横断に成功したものの、ミッチャーもこの歴史的な飛行における功績で海軍殊勲章を受章した。1919年10月14日からは、カーティスNC飛行艇の母艦として活用され、一時的に太平洋艦隊旗艦となっていた敷設艦「アローストック」（USS Aroostook, CM-3）のヘンリー・C・マスティン艦長の下で勤務し、1921年7月1日には大尉に昇進した。翌1922年5月、ミッチャーは太平洋艦隊からアナコスティアの海軍航空基地に転勤し、次いでアメリカ海軍航空局勤務となった。1926年には空母「ラングレー」（USS Langley, CV-1）飛行長となり、巡洋戦艦から改装された「サラトガ」（USS Saratoga, CV-3）が就役すると同艦の飛行長に転じ、「サラトガ」への初着艦を自らの手で行った。1929年に副長として「ラングレー」に復帰した後、1934年に「サラトガ」で副長、1935年は航空局飛行課長を務め、1937年には水上機母艦「ライト」（USS Wright, AV-1）艦長となる。第1偵察航空団指揮官を経て1939年6月から1941年7月まで航空局次長を務め、その後1941年10月に空母「ホーネット」（USS Hornet, CV-8）が就役するとその初代艦長に就任する。
この20年の間、ミッチャーは水上勤務とデスクワークを繰り返し、様々な上官にも接した。そのうち、ジャック・タワーズ（アナポリス1906年組）とアーネスト・キング（アナポリス1901年組）は二大巨頭とも言うべき存在であった。タワーズとキングは航空局トップの座などをめぐってライバル関係にあったが、ミッチャーは双方から部下として引き込まれた。すなわち、タワーズが航空局計画課長の座にあったとき、ミッチャーはパウナルらとともに計画課に配属され、航空局飛行課長時代はちょうど、キングが航空局のトップの座にあったときであった。ミッチャー同様に生粋のパイロットだったタワーズは海軍航空パイロット界のクラウンプリンス的存在であり、タワーズを崇め奉る生粋のパイロットの出身者は、キングなど中年以降にパイロット資格を取得して航空に転じた将官を「キーウィ」と呼んで嘲笑していた。ミッチャーはこういった動きには縁がなかったものの、のちにタワーズらによって第二のクラウンプリンス的存在になっていく。

### 太平洋戦争

#### 「ホーネット」艦長

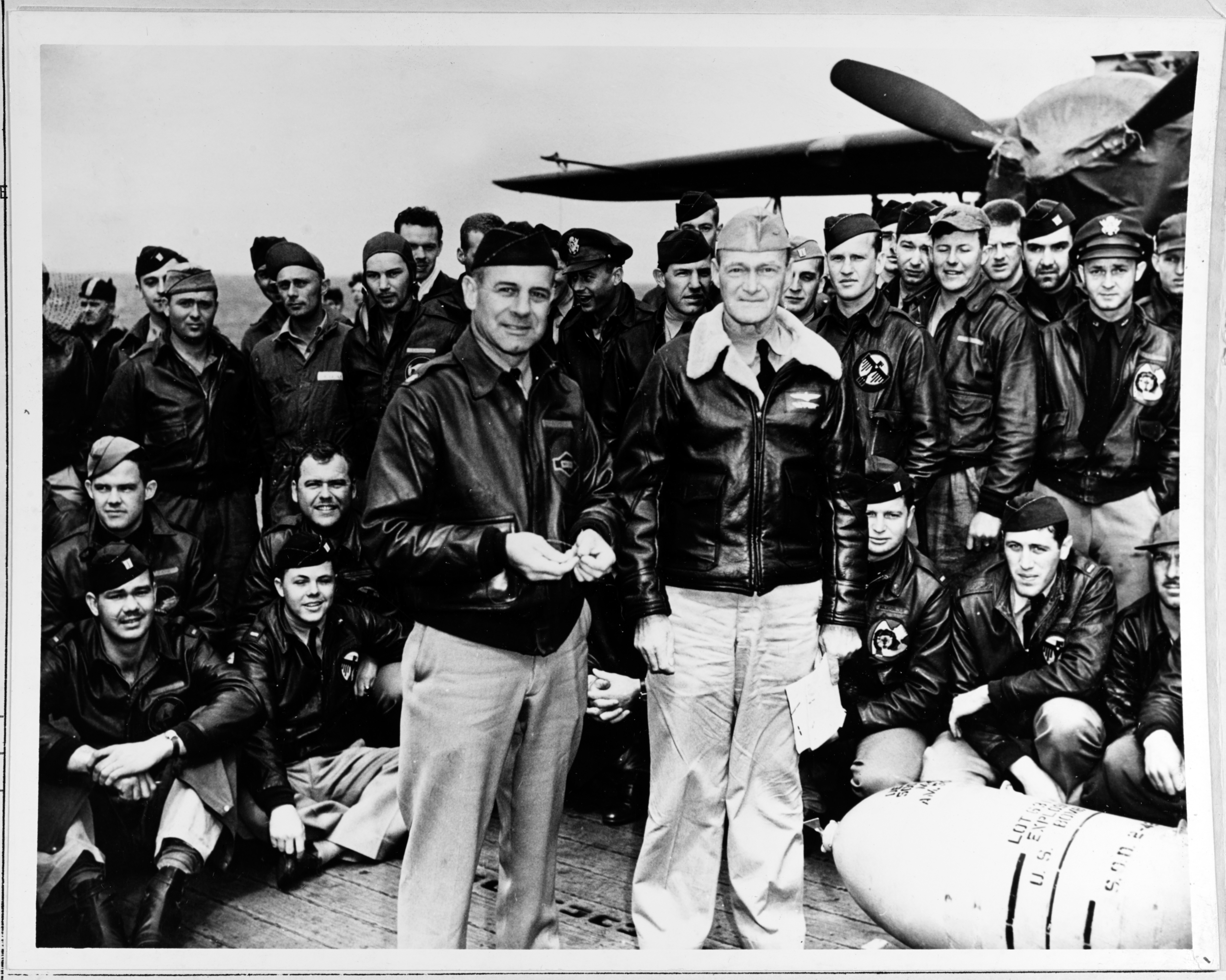
日本本土攻撃直前のミッチャーとドーリットル（左）

「ホーネット」は真珠湾攻撃後の竣工により、集中的慣熟訓練だけを1942年1月31日に終わらせる。2月2日、「ホーネット」の将来の任務のヒントになる「事件」が起こった。この日、「ホーネット」は二機の陸軍航空隊所属のB-25 ミッチェルを搭載していた。海上での二機のB-25は、「ホーネット」の乗組員に驚きと戸惑いを与えた。「ホーネット」は戦闘準備のためノーフォークに帰港し、3月4日にパナマ運河経由で西海岸へ出航したが、ほとんどの乗組員にはB-25での訓練が何を意味したのか気が付く者はなかった。しかし、艦長の立場にあったミッチャーには真相は分かっていた。ホーネットの集中的慣熟訓練が終わってないころ、ミッチャーは姉妹艦「ヨークタウン」（USS Yorktown, CV-5）で合衆国艦隊航空参謀ドナルド・B・ダンカン大佐から「真相」を知らされる。「真相」とは、「緒戦の敗戦で沈滞気味の米国民を奮起させるための東京奇襲」であり、海軍作戦部作戦参謀フランシス・S・ロー大佐がホーネットの訓練状況を見た帰りに思いついた作戦だった。ローの思いつきをダンカンが5日間でそれなりの形に練り上げ、作戦か可能かどうかミッチャーの元に話を持ち込んだのだった。この時点でのミッチャーの回答は定かではないが、「ホーネット」がサンディエゴに到着すると、改めてダンカンより作戦の仔細の説明を受ける。3月31日から4月1日にかけて「ホーネット」に16機のB-25が搭載され、機密保持のため、「これらのB-25は真珠湾へ運ぶ」ということにされた。ミッチャーの元には、キングから「ホーネット」の初陣を祝う電報も届いた。
4月2日、ホーネットは第18任務部隊の重巡洋艦や駆逐艦、給油艦とともにサンフランシスコを出撃し、出港してしばらく経った後にミッチャーは艦内放送で東京奇襲を公表し、護衛の諸艦にも信号で東京奇襲を伝えた。東京奇襲を知らされた乗組員は歓声を上げて士気は高まり、4月13日には掩護役のウィリアム・ハルゼー中将率いる第16任務部隊とミッドウェー島北方で合流して B-25 の発進予定地点へと急行する。当初の予定では、ジミー・ドーリットル陸軍中佐率いるB-25は東京を夜間奇襲する手はずになっていたが、4月18日未明に特設監視艇第二十三日東丸（日東漁業、90トン）などに発見されたことによって、日本側に察知されたことを悟ったハルゼーは夜間奇襲を昼間強襲に切り替えざるをえなかった。ハルゼーはミッチャーに緊急メッセージを打電し、ドーリットルはミッチャーと握手をして部下とともに B-25 に乗り込み、順次ホーネットから離陸していった。「ホーネット」の第18任務部隊は第16任務部隊とともにただちに東に向かい、4月25日に真珠湾に帰投した。間もなく、「ホーネット」は第16任務部隊の指揮下に入り、4月30日に真珠湾を出撃して珊瑚海に急行するが、5月8日の珊瑚海海戦には間に合わず、ナウル方面を行動して5月26日に真珠湾に帰投する。
ミッチャーは5月31日付で少将に昇進し、本来なら「ホーネット」艦長の座を降りる事となっていたが、後任のチャールズ・P・メイソン大佐の艦長としての技量が十分でないと判断されたため、ホーネットの指揮は引き続きミッチャーが執ることとなった。状況は目まぐるしく変わる。ハルゼーが皮膚病を悪化させて第16任務部隊の指揮をスプルーアンス少将に委ねることとなり、暗号解読によりミッドウェー島に日本艦隊が押し寄せてくるであろうと判断された。ホーネットは引き続き第16任務部隊の一艦として、フランク・J・フレッチャー少将の第17任務部隊とともに真珠湾を出撃してミッドウェー島近海へと急行する。この時起こったミッドウェー海戦で、アメリカ艦隊は日本艦隊を打ちのめして戦争の流れを決定的にひっくり返したが、その大勝利の影でミッチャーと、ハルゼーに代わって第16任務部隊を指揮するスプルーアンスとの間ですれ違いが起きる。
アメリカ側の偵察機が日本艦隊を発見したことにより、両任務部隊は次々と艦載機を発進させる。「エンタープライズ」（USS Enterprise, CV-6）に座乗するスプルーアンスは、フレッチャーの第17任務部隊が視界内になかったので、ミッチャーに対して「ホーネット」を自己の視界内に留まらせるよう信号を送る。 両任務部隊から発進した艦載機は特に連携する事もなく日本艦隊を捜し求め、「ヨークタウン」と「エンタープライズ」の艦載機には幸運が訪れて南雲忠一中将率いる第一航空艦隊の空母に絶望的な打撃を与えたが、「ホーネット」の艦載機の大半は日本艦隊を発見できず、第一航空艦隊に接触しつつあった第8雷撃機隊（VT-8）は唯一の生存者であるジョージ・H・ゲイ・ジュニア少尉を残して全滅し、SBD ドーントレスも半数を燃料不足で海没させてしまった。戦闘機隊は10機全てが燃料切れとなり、2名のパイロットが失われた。残存機はミッドウェー島を経由して「ホーネット」に帰ってきた。
第一航空艦隊で唯一健在だった「飛龍」の艦載機が「ヨークタウン」に打撃を与え、フレッチャーは「スプルーアンス」に任務部隊指揮の全権を委譲。スプルーアンスは「ヨークタウン」の生き残りの航空機を引き取り、再度の攻撃を掛ける体制を作り上げたが、ここに至って錯誤が生じる。健在だった「ヨークタウン」の索敵機が飛龍を含む日本艦隊を発見して通報し、スプルーアンスはこれを受けて第二次攻撃隊の発進を命じる。しかし、スプルーアンスの幕僚がミスを犯し、攻撃命令が伝達されていなかったばかりか、誤った敵情を伝えていた。ミッチャーのもとにも攻撃命令は届いてなく、「エンタープライズ」が第二次攻撃隊を発進させている光景をただ見ていただけだった。遅ればせながら幕僚が正しい命令を伝え、「ホーネット」も第二次攻撃隊を発進させることができた。この第二次攻撃隊は「飛龍」に痛恨の一撃を与えて、ここに第一航空艦隊は壊滅した。ところが、「ホーネット」の攻撃隊の一部が早々に帰還してくるのを見てスプルーアンスは首をかしげる。これが、命令に反した装備を行ったがために燃料搭載量を減らした結果であることを知ったスプルーアンスは第一次攻撃隊の件を含めて、ミッチャー本人、および「ホーネット」そのものに対して「失望の念をますます強くした」。翌日、スプルーアンスは追撃を行い、第七戦隊（栗田健男中将）の重巡洋艦「最上」と「三隈」に大打撃を与えて「三隈」大破のち沈没、「最上」大破の戦果を挙げた。
海戦が終わり、スプルーアンスは個々の評価を採点する。そして、ミッチャーに対する評価は、遠まわしな表現ながら「適切な行動をとらなかった」として批判した。スプルーアンスによるミッチャー批判はおおよそ次の点に集約された。
- 「ホーネット」の急降下爆撃隊が日本の空母を攻撃しなかったため、「ヨークタウン」を失った。もし攻撃できていれば、ヨークタウンは喪失しなかっただろう。
- ミッチャーは、「急降下爆撃隊は全機500ポンド爆弾を携行して出撃した」と報告したが、それは事実ではなかった。実際には1000ポンド爆弾を携行した爆撃機が何機かあったことをこちらは知っているが、ミッチャーは事実とは違う報告している。
- 以上のことから、「ホーネット」の報告は正確性を欠くものが含まれている。

著述家のトーマス・B・ブュエルは、一連の錯誤とスプルーアンスによるミッチャー非難について、次のように評している。
スプルーアンスは海戦後の6月18日付で太平洋艦隊司令長官チェスター・ニミッツ大将の参謀長となり、ミッチャーもまた6月30日に、「ホーネット」の艦長任務をメイソンに譲った。「ホーネット」がサンタクルーズ諸島で10月26日に失われる4カ月前のことであった。ミッドウェーでの行き違いが解消され2人が和解するには、多少の時間を要することとなった。

#### ソロモン諸島航空指揮官
ミッチャーは12月までハワイ方面で第2偵察航空団指揮官を務めた後、12月23日からはヌメア艦隊航空団指揮官に就任する。そして、1943年2月にソロモン諸島方面航空指揮官に就任する。部隊は陸軍航空隊、海軍航空隊、海兵隊航空団、ニュージーランド空軍の混成で、連携も環境もよくなく士気は低かった。ミッチャーはまず、これら負の面を徹底的に改善して部隊環境を整えた。ガダルカナル島から日本軍が撤退したあとで大規模な戦闘があまりなかった時期ではあったが制空権の争いは依然行われており、ミッチャーが部隊に着任した2月には「聖バレンタインデーの虐殺」に例えられた一方的な敗戦もあった。それでも部隊は環境改善の結果、次第に戦果を重ねるようになり、ミッチャーはこれに応えるべくウイスキーを勲功章代わりとして、戦果を挙げた部隊に授けたりもした。
ソロモン時代のハイライトは、連合艦隊司令長官山本五十六大将の乗機を撃墜した一件である。日本側の暗号を解読したニミッツ以下太平洋艦隊は、フランク・ノックス海軍長官、フランクリン・ルーズベルト大統領に仔細を転送した上で山本を討ち取る許可を得て、許可はハルゼーからミッチャーの下に転送された。ミッチャーは主要幕僚を招集して山本討ち取り計画の細部が練られ、選抜されたパイロットたちによって山本は討ち取られ、日本に大きな衝撃を与えた。
山本を討ち取ったあと、次なる戦いは中部ソロモン諸島で始まった。日本軍の前進基地のあるムンダ (ソロモン諸島)を有するニュージョージア島の戦いを中心として、海に空にと攻防戦が繰り広げられる。しかし、そんな最中にミッチャーのソロモンでの任務は突然終わりを告げる。ヘンダーソン飛行場にある司令部に着任して約5カ月、「酷暑と高い湿度とともに、絶え間ない精神的緊張」はミッチャーの健康状態を損ねることとなった。止めはマラリアに感染したことで、4つの悪条件が重なってミッチャーの体重は52キロにまで落ちていた。ミッチャーの健康状態を憂慮したハルゼーは、ミッチャーに休暇を与えるよう要求し、太平洋艦隊はこれに応えてミッチャーをサンディエゴの西海岸艦隊航空団指揮官に就任させた。部隊の後事をネーサン・トワイニング陸軍少将に託したミッチャーはサンディエゴに向かい、1944年1月までその任にあたった。サンディエゴでのミッチャーはそのポジションが名目だけ閑職だったせいもあってか、ほとんどの期間で釣りやスポーツに興じていたが、これは「自由のままとし、できるかぎり早く健康を回復させること」という非公式な命令が太平洋艦隊からサンディエゴに届いていたからであった。
話は少しさかのぼり、合衆国艦隊は5月15日に各任務部隊の規模を艦隊規模に拡張して、番号を割り振った。以後、ハルゼーの南太平洋部隊は第3艦隊となり、同様に中部太平洋部隊は第5艦隊となった。この時点で主に日本海軍と対決していたのは第3艦隊であったが、キングやニミッツは、将来展開される作戦の中核に第5艦隊を考えていた。そして、第5艦隊の中心を成すのは続々と建造されるエセックス級航空母艦やインディペンデンス級航空母艦、アイオワ級戦艦などの新鋭艦であった。ニミッツは第5艦隊のトップを慎重に検討した末、自身の参謀長だったスプルーアンスを中将に昇進させて据えることにした。艦隊の中核を成す第3空母部隊のトップには、ニミッツの選定でミッチャーと同期のパウナルが就任したが、パウナルの前職は西海岸艦隊航空団指揮官で、ミッチャーはパウナルの後任だった。一連の人事は8月5日と6日に発令され、パウナルは第3空母部隊を率いて南鳥島やウェーク島、タラワを攻撃した。一種の「お試し期間」を経て空母任務部隊の運用に関するデータを蓄積したあと、11月のガルヴァニック作戦や12月のクェゼリン攻撃なども、多少の損害があったものの作戦や運用は概ね成功した。他方、第3艦隊でも、唯一手元にあった「サラトガ」を中心に第38任務部隊を編成し、そのトップには、これまたミッチャーと同期のF・C・シャーマンが就任して11月2日のラバウル空襲などを成功させていた。

#### 第58任務部隊・マーシャル
ところが、クェゼリン攻撃のあとにパウナルは司令官から更迭される。そもそもの始まりは「南鳥島攻撃では反撃の恐れがなかったにもかかわらず、パイロット救助任務を潜水艦に丸投げして即座に避退した」とか、「タラワ攻撃では、再攻撃すべきとの進言を退けて避退した」とか、挙句の果てには「機動部隊を率いる事を後悔した発言をした」などという話が上層部に「ご注進」されていたが、その「ご注進」先の一つが海軍航空のクラウンプリンスだったタワーズだった。1942年10月以来、ハワイの太平洋航空部隊司令官を務めたタワーズは、第5艦隊創設時にその指揮官を強く望んだが叶わなかった。「ご注進」を受け取ったタワーズは、ニミッツに対してパウナルの更迭を進言したのである。12月末、ニミッツはタワーズ、太平洋艦隊参謀長チャールズ・マクモリス少将、同艦隊作戦参謀フォレスト・シャーマン少将と協議を行い、スプルーアンスに何も知らせずパウナル更迭を決定して、その後任としてミッチャーを据えた。
この決定にスプルーアンスは怒りを見せた。スプルーアンスはパウナルの一連の働きには満足しており、その後任がミッドウェーの一件以来嫌っていたミッチャーだったのが気に食わなかった。スプルーアンスは、この更迭劇がタワーズやその一派による陰謀だともみなしており、もともと嫌っていたタワーズをいっそう憎んだ。この決定に不満をあらわにした提督がもう一人いた。ミッチャーと同期のF・C・シャーマンであった。F・C・シャーマンは日記に次のように記す。
F・C・シャーマン案が却下されたのは、タワーズがF・C・シャーマンを「自己中心的」などとして低い評価しか与えていなかったのが理由の一つであった。
ともかく、ミッチャーは初めて任務部隊を率いることとなった。しかし、スプルーアンスは航空戦の助言者としてミッチャーではなく、太平洋艦隊副司令官になったタワーズに代わって太平洋航空部隊司令官に就任したパウナルを用いた。任務部隊司令官としての初陣はクェゼリンの戦いの掩護だったが、エニウェトクの戦いの支援作戦であるトラック島空襲では、空母任務部隊を含めた全艦隊の指揮をスプルーアンスが事実上仕切ったため、あまり出る幕がなかった。これはミッチャーとスプルーアンスの確執が原因ではなく、トラック諸島から出てくるであろう日本艦隊を自らの手で叩きたいというスプルーアンスの希望によるものだった。それでもミッチャーの艦載機は、トラック諸島内の日本艦船をほとんど叩きのめして、重要基地としての価値を事実上消し去る事に成功した。
ところで、ここまでの戦いの中で、スプルーアンスはこれまで嫌悪していたミッチャーの戦いぶりに関する認識を、根本的に改めはじめるようになった。トラック島空襲のあと、後顧の憂いを絶つためマリアナ諸島にある日本の航空基地を奇襲する（マリアナ諸島空襲）ことをニミッツが提案したが、スプルーアンスとミッチャーの意見は初めて一致し、さらにスプルーアンスは奇襲作戦の全権をミッチャーに託した。ミッチャーは任務部隊を率いてマリアナ近海に急行し、「敵に発見された」という電文でスプルーアンスを慌てさせたものの、奇襲は完全に成功してマリアナ諸島の日本の航空基地は大いにその価値を減じた。ミッチャーの任務部隊指揮官としての初陣は周囲からの妬みや反感などもあったが、結果的には「きわめて巧妙かつ積極的であり、有能な指揮官であることを立証」した上で、「空母部隊のもつ力と機動力とを最大限に発揮してみせた」。戦いのあと、パウナルは助言者の役目を終えて真珠湾へと移っていった。このあと、ミッチャーは3月21日付で中将に昇進し、立場も第3空母部隊司令官から太平洋艦隊高速空母任務部隊司令官となった。任務部隊の名称も「第58任務部隊」に固定されるようになった。また、参謀長として「31ノット・バーク」ことアーレイ・バーク少将が就任する。これは「主要艦隊の指揮官が水上艦出身者であれば参謀長は航空出身者、指揮官が航空出身者なら参謀長は水上艦出身者」という、1944年1月に同意された原則に基づくものだった。もっとも、ミッチャーは当初、水上艦出身のバークが参謀として宛がわれたことを、よくは思っていなかった。
なお、パウナル更迭劇のあった1943年12月頃に中部太平洋方面の艦隊の司令部を第5艦隊と第3艦隊の交互に指揮させるプランが創出され、スプルーアンスとミッチャーの組み合わせが決まったあと、ハルゼーの下で空母任務部隊の指揮を執る者の選定が行われた。ミッチャーは、同期で自身の任務部隊司令官就任に不満を述べていたF・C・シャーマンを推薦して、ラバウル空襲時の上官だったハルゼーも支持したが、キングが独断で子飼いのジョン・S・マケイン・シニア少将を選定し、F・C・シャーマンは再び煮え湯を飲まされた。ただし、タワーズと同期のマケインが正式に第二高速空母任務部隊司令官となるのは、1944年8月5日のことである。F・C・シャーマンは第1空母任務群司令官となった。

#### 第58任務部隊・パラオからマリアナ

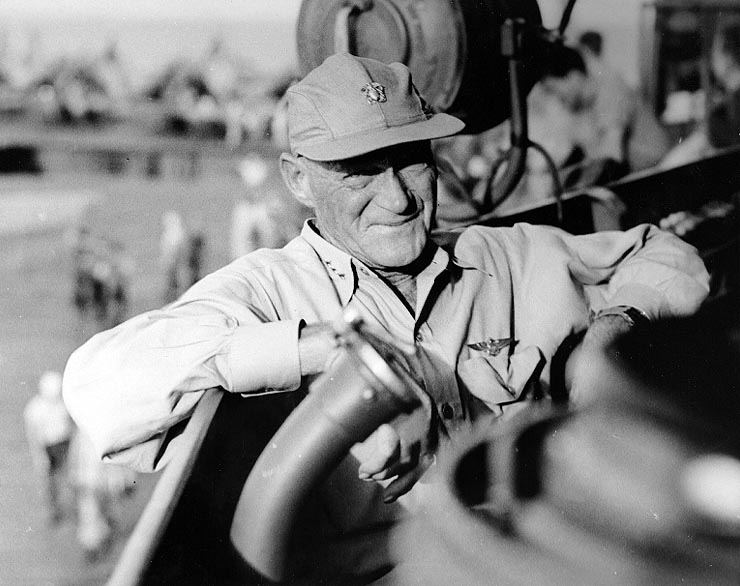
空母「レキシントン」でのミッチャー（1944年6月）

3月23日、ミッチャー率いる第58任務部隊はパラオとカロリン諸島に打撃を与えるために出撃する。3月30日から31日にかけてのパラオ大空襲で再び多くの日本艦船に打撃を与えたあと、4月にはニューギニアの沿岸でダグラス・マッカーサー陸軍大将率いる部隊の支援を行う。6月に入るとマリアナ諸島攻略に先立って、指揮下の任務群にマリアナ諸島、硫黄島、小笠原諸島の日本軍航空基地を今一度叩かせた。幸いなことに、この頃にはスプルーアンスはミッチャーを信頼するようになり、戦闘に関しても大きな権限を与えるようになっていた。ミッドウェー以来続いた確執は、ほぼ2年経って消え去ったのである。もっとも、マリアナ諸島をめぐる戦いの中で起こった6月19日から20日にかけてのマリアナ沖海戦では小沢治三郎中将率いる第一機動艦隊に対して薄暮攻撃を仕掛け、空母「飛鷹」を撃沈して「瑞鶴」に初めての損傷を与える戦果を挙げたものの、6月19日に限ってはスプルーアンスが、ミッチャーの進言した西進策を却下して慎重策を採用したため、この日は護衛の戦闘機が「七面鳥狩り」に勤しんだだけだった。アンチ・スプルーアンスの連中はこのことを批判したが、キングやニミッツはスプルーアンスの慎重策を擁護した。

#### 第38任務部隊・フィリピン
マリアナの戦いがアメリカの勝利に帰すると、第5艦隊は第3艦隊と交替して司令部は休養に入ることとなった。しかし、ミッチャーは3カ月間限定で高速空母任務部隊司令官の地位から動かなかった。第3艦隊での第二高速空母任務部隊司令官に内定していたマケインの技量が十分ではなかったため、マケインに第38.1任務群を与えて「研修期間」としたためである。第5艦隊と第3艦隊の交替は8月26日付で行われたが、ミッチャーは北は硫黄島攻撃、南はパラオ攻撃と転戦の真っ最中であった。9月11日にハルゼーの旗艦である戦艦「ニュージャージー」（USS New Jersey, BB-62）が、第58任務部隊から名前だけ転じただけの第38任務部隊に合流し、ハルゼーはミッチャーの旗艦である空母「レキシントン」（USS Lexington, CV-16）を訪問して会談をもった。会談でミッチャーはハルゼーに「ミンダナオ島攻撃は時間の浪費だった」と訴え、ハルゼーはこの一言にヒントを得てレイテ島奪還を上層部に進言し、これまでの進撃計画は修正されてレイテ島奪還が決まった。ハルゼーもまた、スプルーアンスと同様に高速空母任務部隊の全権をミッチャーに委ね、自身は目標選定などに徹した。10月に入って、ミッチャーの第38任務部隊は沖縄への空襲、これに対する日本側の反撃およびルソン島攻撃を経て10月20日からのレイテ島の戦いおよび、レイテ沖海戦と戦うが、連戦の影響によるものか、ミッチャーの健康状態は再び下降線に指しかかろうとしていた。ミッチャー自身はむしろ、乗組員の反応が次第に悪くなっていっている事を懸念していた。10月下旬にウルシー環礁での休養が計画されたが、栗田の日本艦隊が出現してきたことによって計画は中止された。海戦では「瑞鶴」、戦艦「武蔵」などを撃沈して連合艦隊を崩壊させたが、その最中の10月24日には、F・C・シャーマンの第38.3任務群が反撃を受けて空母「プリンストン」が炎上する。事もあろうに、ミッチャーの旗艦「レキシントン」は第38.3任務群に属していたため、栗田艦隊への攻撃に支障が出た。「プリンストン」は最終的に、その火災が夜間攻撃の目印となることを危惧したミッチャーの命によって処分された。海戦後の10月30日、第38・3任務群はウルシーに帰投し、ミッチャーはマケインに高速空母任務部隊司令官の権限を委譲して休養に入り、高速空母任務部隊司令官としての最初の戦いを終えた。

#### 第58任務部隊・硫黄島と沖縄

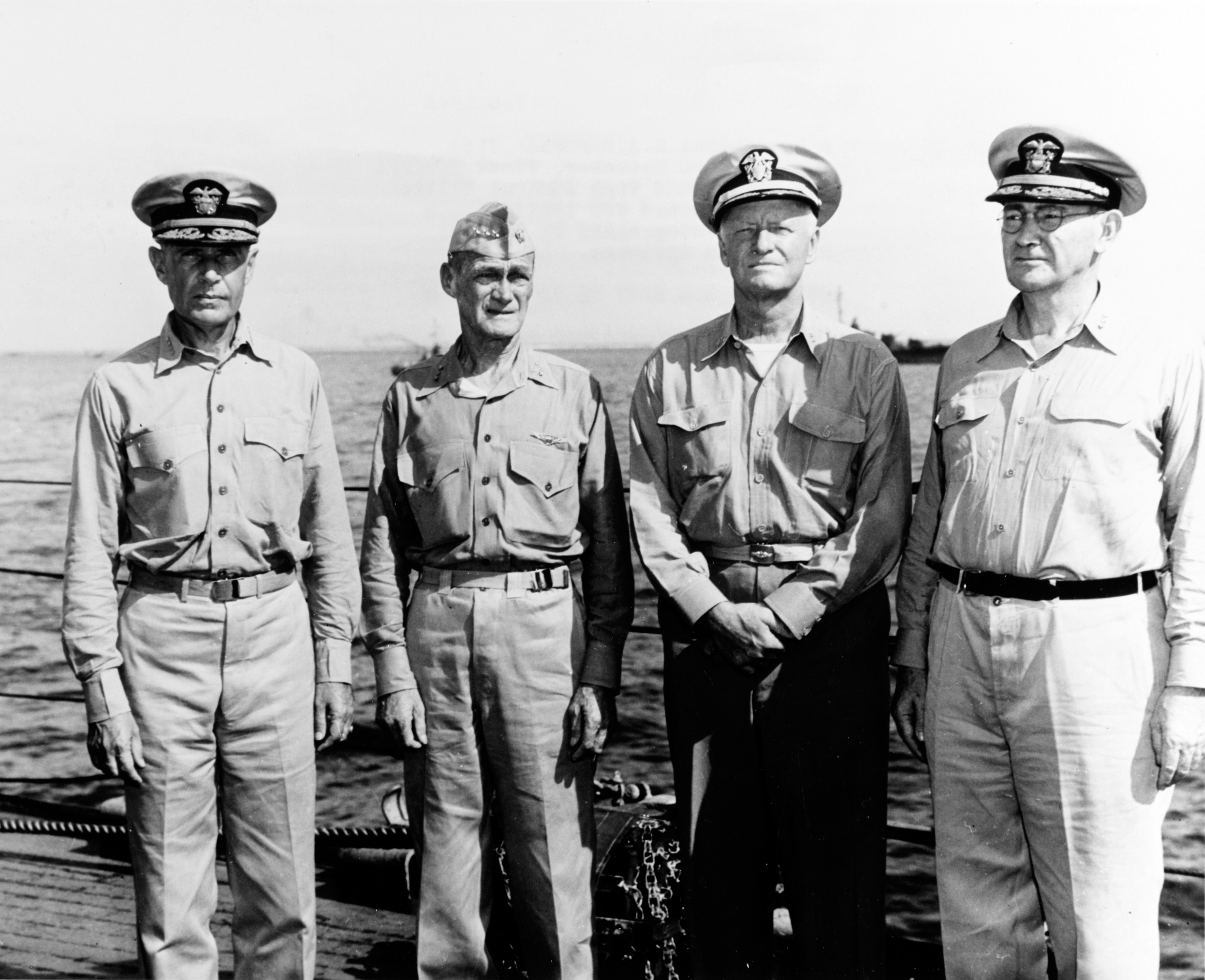
重巡洋艦「インディアナポリス」艦上にて。左からスプルーアンス、ミッチャー、ニミッツ、ウィリス・A・リー（1945年2月）

1945年1月、休養と次期作戦検討を終えたスプルーアンス以下の第5艦隊司令部は戦線に復帰した。高速空母任務部隊司令官として再び第58任務部隊の指揮を執り始めたミッチャーは、硫黄島の戦いの支援および、その掩護としての関東地方への空襲を行う。ドーリットル空襲以来約2年ぶりに空母からの空襲を行うに際して、ミッチャーはバークと協議して敵味方の区別が容易に判断できる着艦方法を考案し、また夜間戦闘機を搭載した空母を帯同させて、隙をうかがおうとする日本機を追い払おうと考えた。このジャンボリー作戦と称する攻撃は事実上の奇襲となり、東京を初めとする関東地方の日本軍飛行場、中島飛行機の工場、沿岸部の艦船や防御陣地に命中弾を与えた。一連の掩護を終えたあと、スプルーアンスはミッチャーに意見を求め、ミッチャーはこれに対して日本本土と沖縄諸島への攻撃を求めて許可されたが、攻撃は2月中には行われなかった。第58任務部隊は次期作戦に備えてウルシーに帰投して整備を行う。3月11日夜、ミッチャーとバークは旗艦であった「バンカー・ヒル」（USS Bunker Hill, CV-17）の艦隊指揮所におり、バークが僚艦「ランドルフ」（USS Randolph, CV-15）を眺めていたところ、梓特別攻撃隊の銀河のうちの1機が「ランドルフ」の飛行甲板後部に命中するのを目撃した。これが初めて見る神風特別攻撃隊であり、以後何度もつきあわされることとなる。
3月中旬、ミッチャーの第58任務部隊は沖縄および九州近海に向けて出撃する。3月19日の九州沖航空戦で空母「フランクリン」（USS Franklin, CV-8）が大破し、これは「戦争の最後の段階における最も激しい戦闘の始まりを象徴しているようだった」。4月1日から始まった沖縄戦でのミッチャーの戦いで、最初の山場は早々に訪れた。4月6日の菊水一号作戦に呼応し、戦艦「大和」を中心とする伊藤整一中将の第二艦隊が瀬戸内海を出撃して沖縄に進撃していた。豊後水道に配備されていた潜水艦「スレッドフィン」（USS Threadfin, SS-410）と「ハックルバック」（USS Hackleback, SS-295）が相次いで第二艦隊を発見して通報する。通報を受けたスプルーアンスは、ミッチャーに対して艦隊を監視するよう命じ、艦砲射撃を担当していた第54任務部隊司令官モートン・L・デヨ少将に艦隊迎撃の命令を出す。デヨは第二艦隊と対決する艦艇の抽出や作戦会議に追われた。ところで、この時点でスプルーアンスはミッチャーの位置を知らず、また、ミッチャーもスプルーアンスとデヨの会話を傍受していた。手柄を「横取り」する気があったかどうかは不明だが、マリアナ以来スプルーアンスから大きな権限を与えられていたミッチャーは、スプルーアンスの腹積もりなどとは関係なく自分の戦いに専心した。ミッチャーは第58任務部隊を西進させ、索敵機を繰り出す。4月7日朝、「エセックス」（USS Essex, CV-9）の索敵機は西航する第二艦隊を発見したが、その位置は沖縄ではなく佐世保に向かってもおかしくない位置だった。ミッチャーはここでスプルーアンスに、第二艦隊攻撃は自分がすべきかデヨがすべきか問い、スプルーアンスはこれに対して「貴部隊において攻撃されたい」と返答した。返答が来る前にミッチャーは順次攻撃隊を発進させたが、この時、イギリス海軍の観戦武官から第二艦隊の正確な位置がはっきりしないまま攻撃隊を発進させたことを問われたミッチャーは、自分が逆の立場なら通っているだろう位置に送り出したと答えた。第58任務部隊機の波状攻撃により「大和」や軽巡洋艦「矢矧」、いくつかの駆逐艦が沈没し、日本海軍は事実上崩壊した（坊ノ岬沖海戦）。「大和」撃沈の報を聞いたデヨは、スプルーアンスの下に駆け込んで「ミッチャー中将は命令違反であります」と猛抗議したが、ミッチャーはミッチャーで、「大和」を航空機で撃沈することは「アメリカ海軍の将来は航空戦力にかかっていることを証明することにもつながると考えていた。」。「大和」を撃沈しても、神風の洗礼は続いた。洗礼を受けたのは戦艦、空母、巡洋艦から下は神風の接近を探知するレーダーピケット艦まで様々だった。駆逐艦「マナート・L・エベール」（USS Mannert L. Abele, DD-733）は新手の神風「桜花」で撃沈された。そして、その洗礼をミッチャーが間近で受ける日がやってくる。

#### 最後の戦い

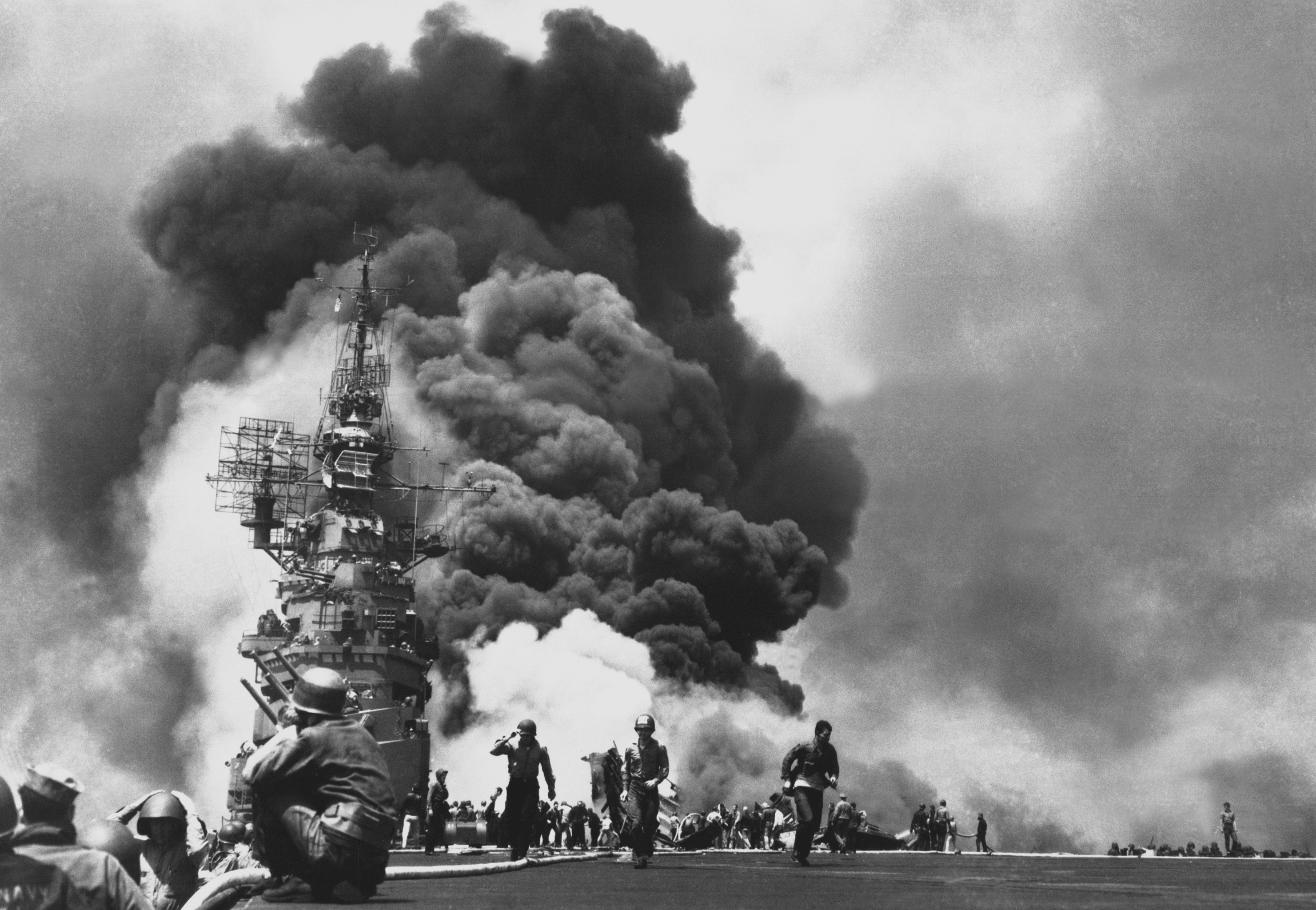
特攻を受けて炎上する「バンカー・ヒル」（1945年5月11日）

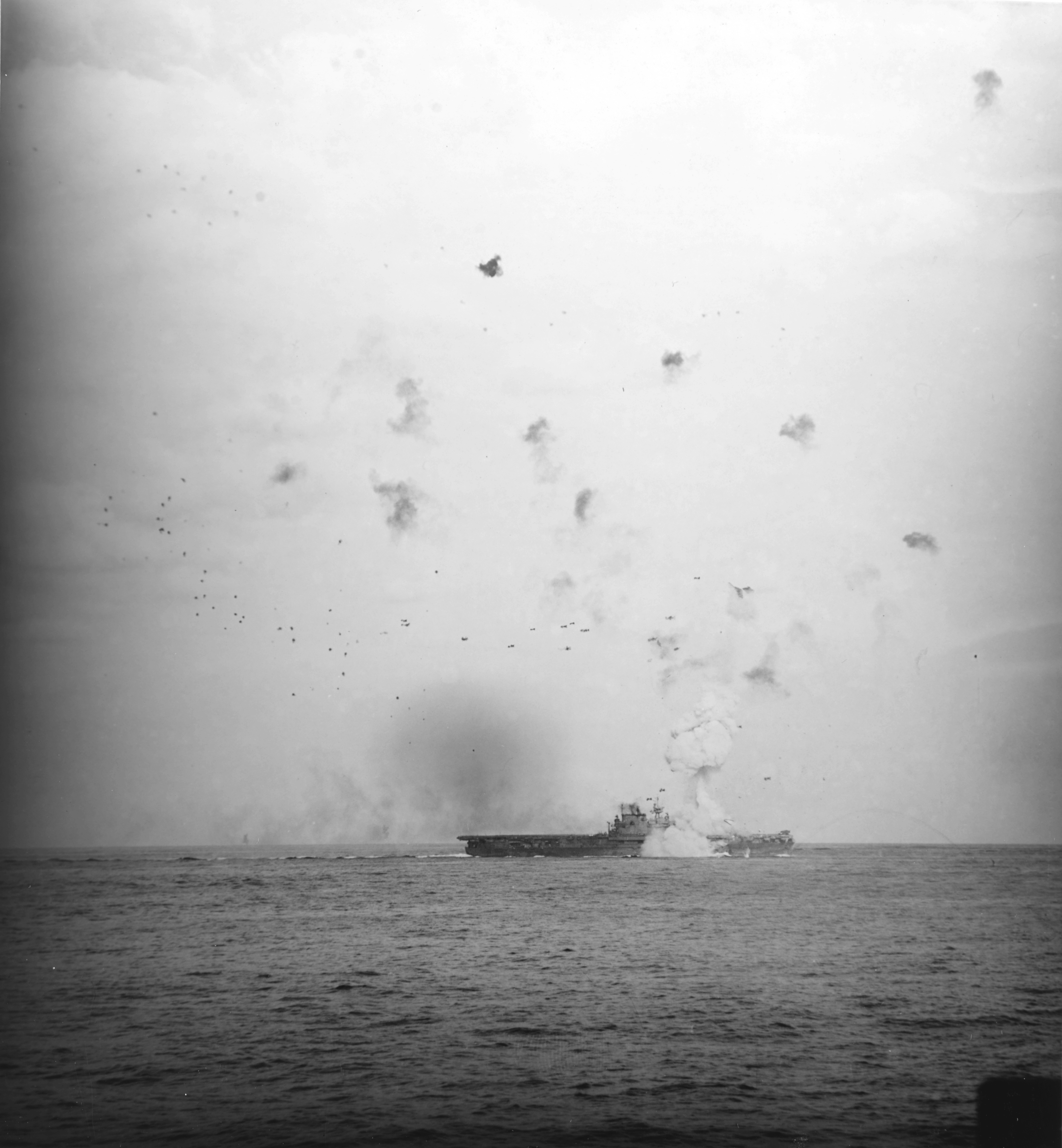
特攻を受けて前部エレベーターが吹き飛んだ瞬間の「エンタープライズ」（1945年5月14日）

5月11日、ミッチャーは「バンカー・ヒル」の艦上で、戦闘海域に到着してから59日目の朝を迎えた。艦隊指揮所に陣取っていたが、それは日々の日課みたいなものだった。午前9時過ぎ、「バンカー・ヒル」では朝に発進した攻撃隊を収容して、午後に発進予定の攻撃隊の発艦準備を行っていた。次の瞬間、「緑色の航空機が三機」突入するのが見えた。警報を受け、ミッチャーは周囲から説得された末に鉄のヘルメットと救命胴衣を身につけ、艦隊指揮所の椅子から離れた。直後、神風特別攻撃隊第七昭和隊所属の安則盛三中尉機は「バンカー・ヒル」の第3エレベーターより少し後の地点に爆弾を命中させ、自身も命中する。ただちに応急措置が取られたが、それから1分も経たないうちに、今度は安則と同じ神風特別攻撃隊第七昭和隊所属の小川清少尉機が飛行甲板に突入する。その場所は、艦隊指揮所から移動してきたミッチャーとバークからわずかに6メートルしか離れていない場所で、小川機の破片によりミッチャーの幕僚3名と下士官兵7名が戦死した。直撃を逃れたミッチャーは海側のキャットウォークに移り、バークは煙に巻かれた無線室から乗組員を救助したあと、ミッチャーの下に駆けつける。大破した「バンカー・ヒル」は通信手段も失われ、僚艦はミッチャーの安否すら知ることができなかった。また、突入によりミッチャーの司令官用個室と私室も粉砕され、衣類や文書もなくなってしまった。しばらくするとミッチャーは、暗くなっていたものの辛うじて残った艦隊指揮所に戻り、再び椅子に座って艦の機器の状態を調べ始めた。また、第58任務部隊の指揮をF・C・シャーマンに一時的に委譲させた。「バンカー・ヒル」は激しく炎上したが、乗組員や僚艦の決死の働きにより午後遅くには山場を越えることができたが、完全な鎮火はしていなかった。バークは生き残った幕僚を招集し、駆逐艦「イングリッシュ」（USS English, DD-696）を呼び寄せて移乗を開始する。しかし、ミッチャーは火災により飛行甲板に出られなかったので、艦橋から吊り下げ型救命ブイで「イングリッシュ」に移っていき、さらに「エンタープライズ」に移って新しい旗艦とした。
新たに「エンタープライズ」に将旗を翻したミッチャーではあったが、この「幸運のE」も安住の地ではなかった。5月14日、神風特別攻撃隊第六筑波隊を初めとする零戦28機が攻撃を仕掛けてくる。その多くは戦闘機と対空砲火で撃墜されたが、第六筑波隊隊長富安俊助中尉機のみは「エンタープライズ」めがけて突入してくる。突入の最後の瞬間、「エンタープライズ」では射手以外は全員甲板に伏せるよう指示されたが、富安機の突入後に幕僚が身を起こすと、ミッチャーのみ依然として甲板上で立っていた。富安機の一撃は「エンタープライズ」に再起不能の損傷を与え、その戦歴に幕を引かせる結果をもたらした。ミッチャーは再び旗艦を変更しなければならず、一旦前線から下がってから「ランドルフ」に移っていった。
沖縄戦の最中の5月27日、ニミッツは第5艦隊と第3艦隊の入れ替えを行い、第58任務部隊改め第38任務部隊の指揮はマケインに譲られた。沖縄戦での約2カ月間、ミッチャーはろくな休養もなく第58任務部隊を指揮し続け、また相次ぐ神風特攻隊の攻撃は、ミッチャーに少なからぬ動揺を与えていた。そのせいか、ミッチャーは体重が45キロ以下とガリガリになるほど心身を消耗し、もはや周囲の助けなしでは舷側の梯子を登ることができなかった。戦艦「ミズーリ」（USS Missouri, BB-63）での事務引継ぎの会談でミッチャーと顔を合わせたハルゼーは、「歩く骸骨のよう」なミッチャーの姿にショックを受けた。第5艦隊は将来行われるダウンフォール作戦のための準備を指示されたが、そのスタッフの中にミッチャーはいなかった。第58任務部隊を指揮する第一高速空母任務部隊司令官の職はF・C・シャーマンに譲られ、ダウンフォール作戦では、第58任務部隊は第38任務部隊と分離して行動する予定となっていたが、日本の降伏によりF・C・シャーマンが実際に戦闘の指揮を執ることはなかった。「バンカー・ヒル」と「エンタープライズ」の苦闘は、ミッチャーの戦歴の最終章となった。

### 晩年
ミッチャーは本国へ帰還後、1945年7月14日付で海軍作戦部次長（航空担当）に就任する。終戦後の1945年11月、ミッチャーはジェームズ・フォレスタル海軍長官から、キングの後任として海軍作戦部長への就任を要請される。フォレスタルはこれより少し前に、ミッチャーに戦後のアメリカ海軍のあり方について意見を求め、その意見に対して直接話を聞くためミッチャーを呼び出し、ついでに海軍作戦部長への就任を要請したものだった。また、フォレスタルは平和の時代の海軍作戦部長には、例えばニミッツのような英雄的な大物は不向きとも考えていた。しかし、要請を受けたミッチャーはその任にあらずとして要請を辞退し、キングの後任にはニミッツが就いた。1945年12月に海軍再編成で創設された第8艦隊司令官に就任し、次いで1946年3月1日に大西洋艦隊司令長官に就任、同時に大将に昇進する。しかし、それから1年も経たない1947年2月3日、ミッチャーは現役のまま心臓発作のため、ノーフォークの海軍病院で死去した。60歳の誕生日を迎えてから、わずか8日後のことだった。アーリントン国立墓地に埋葬されている。

## 人物
上記の追悼記事および経営学者の谷光太郎の著述でも触れられているが、ミッチャーは、ハルゼーや、陸軍のマッカーサー、ジョージ・パットンなどのように何か発言すれば贈り物攻めにあったり、時には物議をかもすようなスピーチなどはほとんどしなかった。海軍軍人の多くも、「ミッチャーを強靭で寡黙な「戦う提督」だと見なしていた」。ミッチャーが何かしら発言をした機会の一つは、沖縄戦の初期段階で第10軍司令官サイモン・B・バックナー・ジュニア中将の指揮ぶりが気に入らなかったニミッツがバックナーを批判した際、この批判に乗っかったマスコミや軍同士の争いを沈静化するためにフォレスタルやターナー、批判の当事者だったニミッツらとともにバックナーを擁護するための声明を出した時だった。喜怒哀楽もめったに表情に出さず、ミッドウェー海戦で「ホーネット」の雷撃機隊が全滅した報告を受けた時と、「バンカー・ヒル」が前述の特攻攻撃を受けて多くの幕僚を失った時にしか感情を表に出さなかったと伝えられている。司令官として大きな権限を与えられていたが、ペーパーワークはバークなど参謀や指揮下の空母群司令官たちに一任して、自身は自らが望む作戦を簡単に伝える以外は何も言わず、完成した作戦計画すら目を通さなかった。谷光は、ミッチャーの寡黙ぶりの由来を母ミルタに求めている。
しかし、実際にミッチャーと間近で接した人物によれば、ミッチャーは「驚くほど優しい、周囲をほっとさせてくれるような笑顔の持ち主だった」という。周囲の琴線を上手くつかむという点では、自身が草創期からの航空人で「パイロットの中のパイロット」と畏敬されていたこともあり、特にパイロットとの係わりを重視した。戦果報告は事細かく求めるものの、そのやり取り自体は「うちとけた雰囲気のもとで行われ」、「まるで飛行機の模型で遊ぶ子供たち」みたいな感じで行われた。また、マリアナ沖海戦での薄暮攻撃の際には、攻撃隊の帰投のために全艦隊にサーチライトを照射させて、その助けとした。パイロットも、そういったミッチャーの思いやりに応えるべく、機体に食い込んだ爆弾の破片を「熱意の証」としてミッチャーや幕僚に見せつけたこともあった。パイロットや乗組員はもとより、司令官クラスの上級将校にもミッチャーの信奉者はおり、ミッチャー以外の指揮で戦うことを拒んだ者もいた。タワーズとは違って積極的に「子分」を作ることはなかったが、一見では知ることのできない魅力によって自然発生的に信奉者が集まってきたといえる。「消極的な戦闘を行った」とミッチャーに判断された空母群司令官は、躊躇なくその首を切られたが、その数は2人に留まっている。
もっとも、ミッチャーとて周囲に知られたくないこともあった。ミッチャーは体の至る所に入れ墨を入れていたが、これを隠すために「女性用のナイトガウン」のような「床まで届くよれよれのナイトシャツ」を着用していた。ある夜、ミッチャー付きの信号手は、ナイトシャツの「着用後」のミッチャーを見て驚いたが、次の日に「着用前」のミッチャーの姿を見てさらに驚いた。
谷光はまた、風貌と戦後の経歴以外の点でミッチャーとカーチス・ルメイ空軍大将には共通点が多いことを指摘する。共通点部門では他に、ミッチャーとジョン・S・マケイン・シニアがまず風貌の点で類似していた。制帽ではない帽子を愛用していたのも共通するが、ミッチャーが愛用していたベースボールキャップとは違い、マケインの作業帽は、少なくともハルゼーには気に入られていなかった。また、両人とも戦争で体調を崩し、戦争終結後の早い時期に心臓発作でともに世を去っている。

## その他
- ミッチャーの名誉を称えて、2隻の艦艇にミッチャーと命名された。1隻はミッチャー級駆逐艦のネームシップであるミッチャー（USS Mitscher, DD-927/DL-2/DDG-35）で、もう1隻はアーレイ・バーク級ミサイル駆逐艦の7番艦であるミッチャー（USS Mitscher, DDG-57）である。また、サンディエゴにあるミラマー海兵隊航空基地と付近の通りにもミッチャーの名が冠され、それぞれ「ミッチャー・フィールド」、「ミッチャー・ウェイ」と呼称されている。

- 日本でも戦争中からその名が知られ、台湾沖航空戦後の昭和19年10月16日付朝日新聞ではハルゼーと並び、「ミッチャー 鬼畜・われ等の仇敵 サイパン・東京空襲の犯人」の見出しでミッチャーの経歴を簡潔に紹介している。また、昭和20年6月30日付朝日新聞でも外電を引用する形で、「ミッチャー命拾ひ 坐乗空母に特攻機突入」の見出しで「バンカー・ヒル」での災厄が簡単に紹介されている。ちなみに、この2つの記事でのミッチャーの役職は、前者では「第五八機動部隊司令官」で、後者にいたっては、なんと「米第三艦隊司令長官」である。